# Рафдаль, Терье
Те́рье Ра́фдаль (норв. Terje Rafdal; 25 марта 1965, Хёнефосс, Бускеруд — 9 мая 2023, Осло) — норвежский кёрлингист на колясках. Участник сборной Норвегии на зимних Паралимпийских играх 2014 года.

## Достижения
- Чемпионат мира по кёрлингу на колясках: бронза (2011).

## Команды
| Сезон | Четвёртый      | Третий          | Второй             | Первый        | Запасной                                  | Турниры             |
| ----- | -------------- | --------------- | ------------------ | ------------- | ----------------------------------------- | ------------------- |
| 2011  | Руне Лорентсен | Йостен Стордаль | Tone Edvardsen     | Терье Рафдаль | Runar Bjørnstad тренер: Thoralf Hognestad | ЧМК 2011            |
| 2012  | Руне Лорентсен | Йостен Стордаль | Терье Рафдаль      | Сиссель Локен | Per Fagerhøi тренер: Thoralf Hognestad    | ЧМК 2012 (9 место)  |
| 2013  | Руне Лорентсен | Йостен Стордаль | Сиссель Локен      | Терье Рафдаль | Оле Фредрик Сиверсен                      | ЧМК 2013 (10 место) |
| 2014  | Руне Лорентсен | Йостен Стордаль | Анне Метте Самдаль | Терье Рафдаль | Сиссель Локен тренер: Оле Ингвальдсен     | ЗПИ 2014 (8 место)  |

(скипы выделены полужирным шрифтом)